# Раш-Сетер (Канзас)
Раш-Сетер (англ. Rush Center) — місто (англ. city) в США, в окрузі Раш штату Канзас. Населення — 141 особа (2020).

## Географія
Раш-Сетер розташований за координатами 38°27′53″ пн. ш. 99°18′39″ зх. д. / 38.46472° пн. ш. 99.31083° зх. д. (38.464821, -99.310788).  За даними Бюро перепису населення США в 2010 році місто мало площу 1,00 км², уся площа — суходіл.

## Демографія
Згідно з переписом 2010 року, у місті мешкало 170 осіб у 83 домогосподарствах у складі 50 родин. Густота населення становила 169 осіб/км².  Було 100 помешкань (100/км²).
Расовий склад населення:
| - 95,9 % — білих - 1,2 % — корінних американців - 0,6 % — чорних або афроамериканців - 0,6 % — азіатів |

До двох чи більше рас належало 1,8 %. Частка іспаномовних становила 2,4 % від усіх жителів.
За віковим діапазоном населення розподілялося таким чином: 14,7 % — особи молодші 18 років, 54,1 % — особи у віці 18—64 років, 31,2 % — особи у віці 65 років та старші. Медіана віку мешканця становила 52,0 року. На 100 осіб жіночої статі у місті припадало 93,2 чоловіків;  на 100 жінок у віці від 18 років та старших — 90,8 чоловіків також старших 18 років.
Середній дохід на одне домашнє господарство  становив 51 547 доларів США (медіана — 48 333), а середній дохід на одну сім'ю — 62 610 доларів (медіана — 55 833). За межею бідності перебувало 13,9 % осіб, у тому числі 31,6 % дітей у віці до 18 років та 0,0 % осіб у віці 65 років та старших.
Цивільне працевлаштоване населення становило 72 особи. Основні галузі зайнятості: освіта, охорона здоров'я та соціальна допомога — 23,6 %, транспорт — 16,7 %, роздрібна торгівля — 16,7 %.